# لييياس (أيتوليا كي أكارنانيا)
لييياس (Λυγιάς) هي قرية في محافظة أيتوليا كي أكارنانيا، على ارتفاع 70 متر. حسب برنامج كاليكراتيس، فإن الوحدة المحلية في ليسجياس تابعة للوحدة البلدية نافباكتوس ووفقًا لإحصاء 2011 للسكان التي تخص السكان الدائمين في البلاد، تم تسجيل 1,161 نسمة.
تقع ليجياس شمال شرق نافباكتوس على مسافة 3.5 كم من وسط المدينة. إلى الغرب يوجد غدير سكا وإلى الشمال يمر طريق نافباكتوس الدائري وهو جزء من طريق أنتيريو - إيتيا الوطني. شفيع القرية هو القديس توما الذي يتم الاحتفال به في 6 أكتوبر. في عام 1979 تم إنشاء كومونة ليجيا وتم تحديد المستوطنة كمقر لها بينما في عام 1997، وفقًا لخطة كاليكراتيس، تم فصلها عن الكومونة وضمها إلى بلدية نافباكتوس. في عام 1981، تأسس اتحاد كرة القدم في ليجياس، والذي أسس في عام 1991 ملعبًا خاصًا به على الضفة الشرقية لنهر سكا.